# Верхнетальминское
Верхнетальминское — озеро в Серовском городском округе Свердловской области. Расположено в правобережье реки Лозьва, в 11 км юго-западнее посёлка Понил, находящегося на другом берегу Лозьвы. Озеро окружено болотом Верхнетальминское, в большей части непроходимым, глубиной более 2 метров. Восточный берег несколько выше. Площадь озера 0,8 км², уровень уреза воды 72,4 м. Через озеро протекает река Тальма (правый приток Лозьвы).